# Muur der Verbeelding
De Muur der Verbeelding is een kunstwerk van Roger Raveel, gelegen aan hoek Hoevestraat/Karperstraat (Plein van de Nieue Visie) in de tot de Oost-Vlaamse gemeente Zulte behorende plaats Machelen.
Het betreft een 40 meter lange betonnen muur, voorzien van sculpturen en spiegels, die zich midden in het dorp bevindt. De beeldengroep omvat Roger en zijn vrouw Zulma, en enkele anderen, en bovendien een kat, die vaak terugkeert in  het werk van Raveel.